# Dante's Equation
Dante's Equation è un romanzo di Jane Jensen pubblicato nel 2003.

## Trama
Il romanzo è la storia di un giovane scienziato che scopre la legge naturale che controlla il bene e il male. Quando è resa pubblica, intuisce che era stata già scoperta da un fisico ebreo, Yosef Kobinski, ad Auschwitz durante l'Olocausto; la scoperta dello scienziato coincide con il ritrovamento di un manoscritto scritto da Kobinski. La scoperta e il manoscritto attirano l'attenzione di molti. Uno studente di cabala si interessa di Kobinski, perché il suo nome compare in un'analisi dei codici della Torah. Anche un giornalista tenta di rintracciare Kobinski, per uno studio per un articolo sulle sparizioni. Anche l'esercito è interessato al fenomeno e cerca di trovare lo scienziato e la sua partner con lo scopo di valutare applicazioni militari della scoperta.